# Nguyệt thực tháng 11, 2022
Nguyệt thực sẽ diễn ra vào ngày 8 tháng 11 năm 2022. Mặt Trăng sẽ đi qua trung tâm của bóng tối của Trái Đất. Chỉ xảy ra 5,8 ngày trước ngày apogee (Apogee vào ngày 14 tháng 11 năm 2022), đường kính biểu kiến của Mặt Trăng sẽ nhỏ hơn.

## Vị trí
Nó sẽ hoàn toàn có thể nhìn thấy trên Thái Bình Dương và hầu hết Bắc Mỹ. Sẽ được nhìn thấy trên mặt trăng mọc ở Úc và Châu Á,(trong đó có Việt Nam) và Mặt Trăng lặn ở Nam Mỹ và Đông Bắc Mỹ,

## Các liên quan nguyệt thực, nhật thực

### Các lần nguyệt thực, nhật thực khác vào năm 2022
- 30 tháng 4, nhật thực một phần.
- 16 tháng 5, nguyệt thực toàn phần.
- 25 tháng 10, nhật thực một phần.
- 8 tháng 11, nguyệt thực toàn phần.

## Quan sát

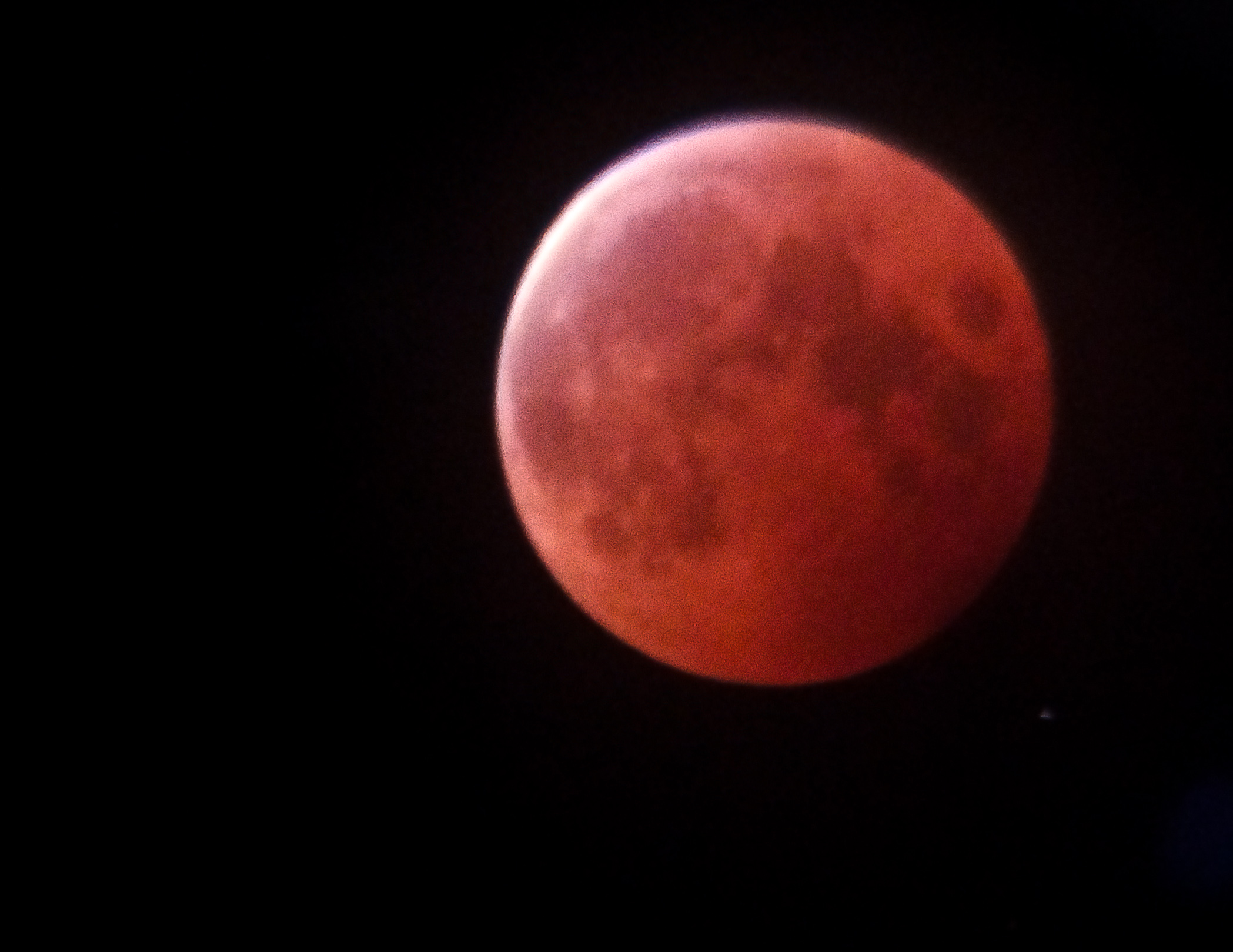
Nguyệt Thực ở pha toàn phần quan sát tại Phú Yên, Việt Nam, lúc 11:42 UTC (tức 18:42 tại Việt Nam)

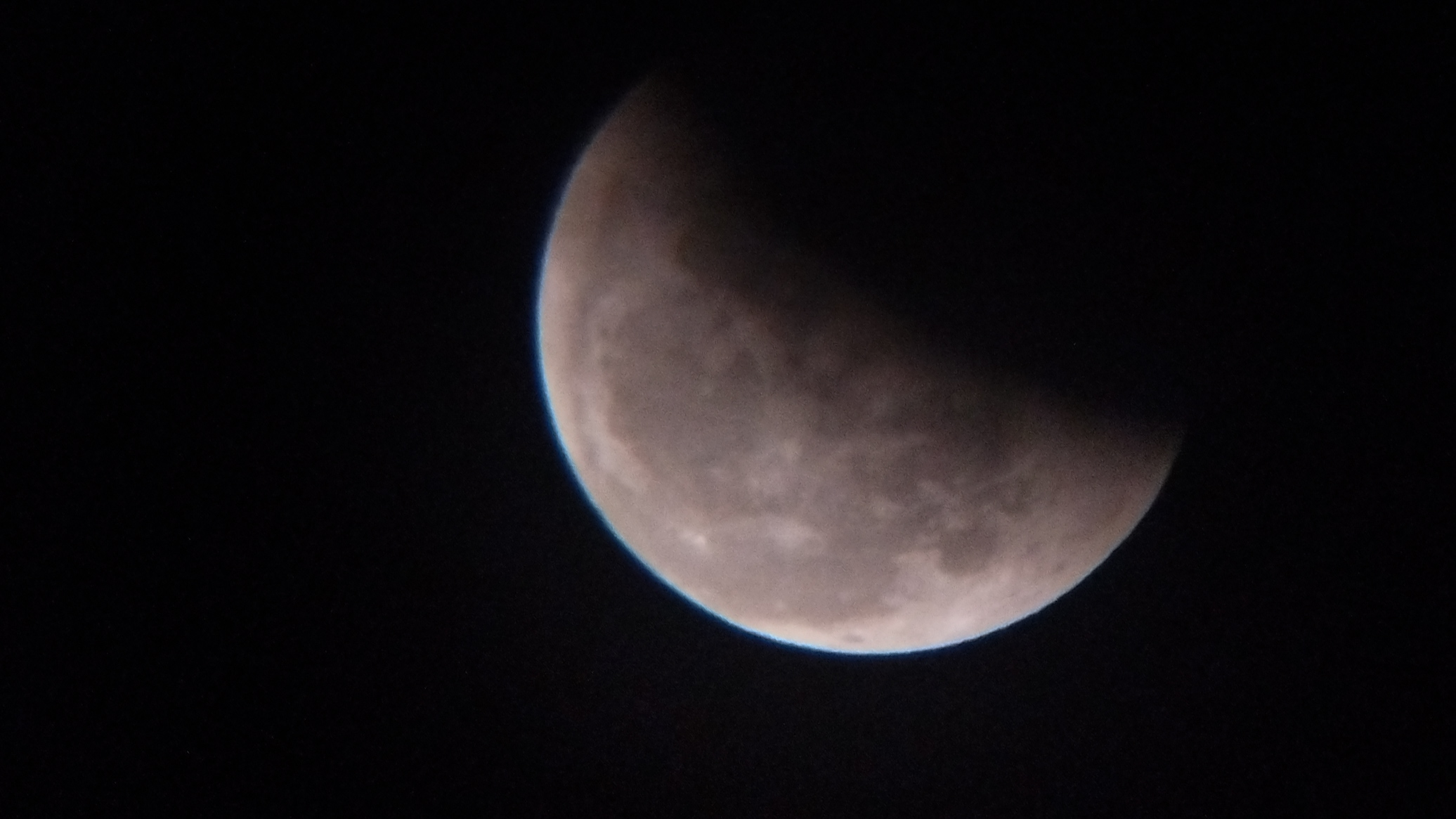
Nguyệt thực ở pha một phần quan sát tại Phú Yên, Việt Nam lúc 12:21 UTC (tức 19:21 tại Việt Nam)

### Các nguyệt thực khác trong năm
| Các nguyệt thực diễn ra từ năm 2020–2023 | Các nguyệt thực diễn ra từ năm 2020–2023 | Các nguyệt thực diễn ra từ năm 2020–2023 | Các nguyệt thực diễn ra từ năm 2020–2023 | Các nguyệt thực diễn ra từ năm 2020–2023 | Các nguyệt thực diễn ra từ năm 2020–2023 | Các nguyệt thực diễn ra từ năm 2020–2023 | Các nguyệt thực diễn ra từ năm 2020–2023 | Các nguyệt thực diễn ra từ năm 2020–2023 |
| ---------------------------------------- | ---------------------------------------- | ---------------------------------------- | ---------------------------------------- | ---------------------------------------- | ---------------------------------------- | ---------------------------------------- | ---------------------------------------- | ---------------------------------------- |
| Nút giảm dần                             | Nút giảm dần                             | Nút giảm dần                             | Nút giảm dần                             |                                          | Nút tăng dần                             | Nút tăng dần                             | Nút tăng dần                             | Nút tăng dần                             |
| Saros                                    | Ngày                                     | Quan sát nguyệt thực                     | Gamma                                    | Saros                                    | Ngày                                     | Quan sát nguyệt thực                     | Gamma                                    |                                          |
| 111                                      | 5 tháng 6, 2020                          | Nửa tối                                  | 1.24063                                  | 116                                      | 30 tháng 11, 2020                        | Nửa tối                                  | -1.13094                                 |                                          |
| 121                                      | 26 tháng 5, 2021                         | Toàn phần                                | 0.47741                                  | 126                                      | 19 tháng 11, 2021                        | Một phần                                 | -0.45525                                 |                                          |
| 131                                      | 16 tháng 5, 2022                         | Toàn phần                                | -0.25324                                 | 136                                      | 08 tháng 11, 2022                        | Toàn phần                                | 0.25703                                  |                                          |
| 141                                      | 05 tháng 5, 2023                         | Nửa tối                                  | -1.03495                                 | 146                                      | 28 tháng 10, 2023                        | Một phần                                 | 0.94716                                  |                                          |
|                                          |                                          |                                          |                                          |                                          |                                          |                                          |                                          |                                          |
| Lần trước                                | 05 tháng 6, 2020                         | 05 tháng 6, 2020                         | 05 tháng 6, 2020                         | Lần trước                                | 10 tháng 1, 2020                         | 10 tháng 1, 2020                         | 10 tháng 1, 2020                         |                                          |
|                                          |                                          |                                          |                                          |                                          |                                          |                                          |                                          |                                          |
| Kế tiếp                                  | 25 tháng 3, 2024                         | 25 tháng 3, 2024                         | 25 tháng 3, 2024                         | Kế tiếp                                  | 18 tháng 9, 2024                         | 18 tháng 9, 2024                         | 18 tháng 9, 2024                         |                                          |